# Юлиус фон дер Шуленбург
Юлиус Карл Фердинанд Александер фон дер Шуленбург (на немски: Julius Karl Ferdinand Alexander v.d.Schulenburg; * 2 април 1809, Примерн, днес част от Алтмеркише Хьое в Алтмарк, Саксония-Анхалт; † 16 декември 1893, Дрезден) е благородник от род фон дер Шуленбург, пруски генерал-лейтенант, дворцов маршал, правен-рицар на Йоанския орден и сеньор на рода.

## Биография
Той е вторият син на пруския съветник Леополд Вилхелм фон дер Шуленбург (1772 – 1838) и съпругата му Юлиана Шарлота фон Кирхбах (1785 – 1873). Брат е на фрайхер Ото Лудвиг Вилхелм Фердинанд фон дер Шуленбург (1806 – 1883), граф Карл Ернст Густав фон дер Шуленбург (1814 – 1890), граф Паул Ото Вернер фон дер Шуленбург (1823 – 1889), граф Флоренц Бернхард фон дер Шуленбург (1826 – 1900) и граф Фридрих Вилхелм Вернер фон дер Шуленбург († 1813). Потомък е на рицар Вернер II фон дер Шуленбург († сл. 1304).
Юлиус фон дер Шуленбург влиза на 5 март 1826 г. в пруската армия. Като майор в средата на октомври 1854 г. той става щаб-офицер. Началото на април 1857 г. той е полковник-лейтенант. През януари 1858 г. придружава тронпринц Фридрих III в Лондон по случай женитбата му с Виктория Британска. На 25 март 1858 г. той напуска войската като полковник с право да носи региментската си униформа.
В средата на юни 1859 г. Шуленбург става дворцов маршал на принц Албрехт Пруски. През 1866 г. участва в щаба на принца в Немската война. През март 1869 г. е повишен на генерал-майор. Той участва и във войната против Франция и получава Железен кръст 2. класа. След смъртта на Албрехт Пруски кайзер Вилхелм I от благодарност за службата му при принца го издига на 19 октомври 1872 г. на генерал-лейтенант.
Юлиус фон дер Шуленбург умира на 84 години на 6 декември 1893 г. в Дрезден.

## Фамилия
Юлиус фон дер Шуленбург се жени на 28 май 1839 г. в Потсдам за графиня Каролина Албертина Мария Адолфина фон Айнзидел (* 18 октомври 1819, Йена; † 18 март 1899, Кросен при Цвикау), внучка на саксонския министър граф Детлев Карл фон Айнзидел (1737 – 1810), дъщеря на граф Адолф фон Айнзидел (1776 – 1821) и графиня Клементина Ройс-Кьостриц (1789 – 1870). Те имат пет деца: 
- Мария фон дер Шуленбург (* 18 март 1841, Постдам; † 11 юни 1886, Карлсбад), графиня, омъжена на 1 октомври 1864 г. в Берлин за наследствен граф Георг Адолф Ханс Август фон Платен Халермунд (* 2 октомври 1837; † 28 август/19 септември 1881)
- Вилхелм Клеменс Юлиус фон дер Шуленбург (* 6 февруари 1843, Потсдам; † 14 май 1918, Рор), граф, женен за графиня Емма Паулина Ебба фон Берлихинген (* 28 ноември 1856; † 16 октомври 1933)
- Адолф Дидрих фон дер Шуленбург (* 5 май 1844, Потсдам; † 1 януари 1902, Шверин), граф, женен за Анна фон Рохов-Плесов (* 16 януари 1855; † 27 октомври 1928)
- Хелене Клементина фон дер Шуленбург (* 16 октомври 1845, Потсдам; † 25 ноември 1920, Деерс хайм), графиня, омъжена на 30 май 1874 г. в Кросен ан дер Елстер за Филип Рудолф фон Гущет (* 19 ноември 1840; † 7 октомври 1919)
- Клементина фон дер Шуленбург (* 4 юни 1851; † 9 март 1929, Дрезден), графиня